# Nigio
Nigio è il quarto album in studio del cantautore italiano Enrico Nigiotti, pubblicato il 14 febbraio 2020.

## Tracce
1. Baciami adesso – 3:03
2. Pasolini – 3:04
3. Highlander – 3:53
4. Vito – 2:52
5. Corso Garibaldi – 3:07
6. Il provinciale – 2:49
7. L'ora dei tramonti (feat. Giorgio Panariello) – 3:14
8. Notturna – 2:53

## Classifiche
| Classifica (2020) | Posizione massima |
| ----------------- | ----------------- |
| Italia            | 23                |